# 30 St Mary Axe
30 St Mary Axe je budova stojící v Londýnské City. Neformálně je známá jako Gherkin (okurka) nebo také Swiss Re Tower, Swiss Re Building nebo Swiss Re Centre, což je označení vztahující se k bývalému vlastníku budovy. Dosahuje výšky 180 m. Stavba je slavná svým tvarem, jehož autory jsou sir Norman Foster a Ken Shuttleworth.

## Historie

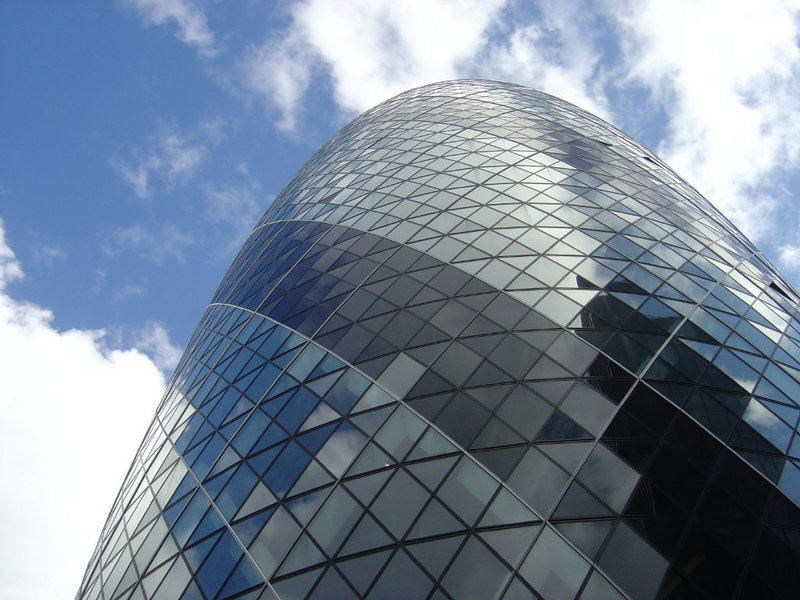
Vrchol budovy

Budova stojí na místě původní Baltické burzy, sídla vedení společnosti prodeje lodí a poskytování lodních informací. Ta byla 10. dubna 1992 vážně poškozena výbuchem bomby, kterou zde umístila IRA.
Společnost ochrany národních památek English Heritage a Corporation of London trvaly na tom, aby rekonstrukce budovy zachovala původní vzhled průčelí. Společnost Baltická burza nebyla schopna financovat tak rozsáhlou obnovu, a tak prodala pozemek v roce 1995 společnosti Trafalgar House. English Heritage však zjistila, že poškození budovy je rozsáhlejší, než se původně předpokládalo, takže netrvala na plné obnově stavby.
V roce 1996 společnost Trafalgar House zveřejnila plán na výstavbu 370 m vysoké stavby s plochou více než 90 000 m² kancelářských prostor, s vyhlídkovou terasou ve výšce 305 m (1 000 stop). Návrh tvaru budovy byl velmi neobvyklý a připomínal tvarem okurku, z čehož vznikla její přezdívka Gherkin (anglicky malá nakládaná okurka). Ačkoli společnost Trafalgar House nakonec ustoupila od tohoto plánu, přezdívka zůstala.
23. srpna 2000 bylo vydáno povolení ke stavbě daleko vyšší, než byla původní Baltická burza. Jedním z důvodů vydání povolení ke stavbě tak vysoké budovy byl i přesun sídel mnoha významných společností z City do Canary Wharf, protože v City se projevoval nedostatek rozlehlých kancelářských prostor.

## Charakteristika budovy

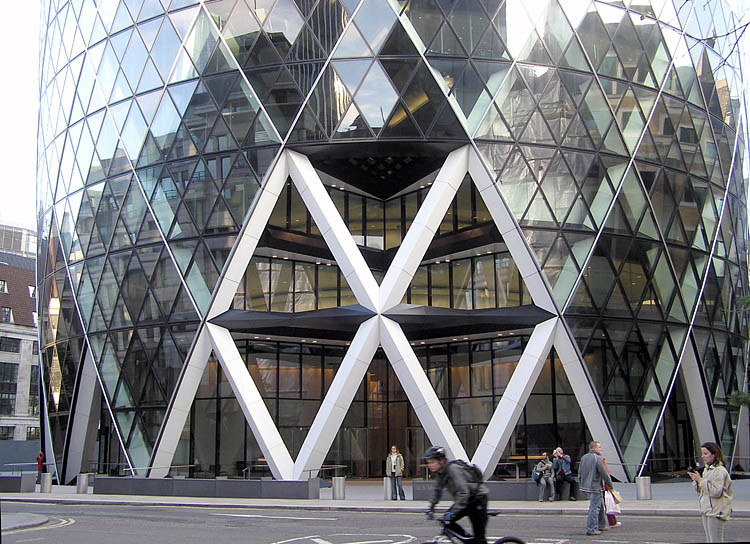
Vstupní prostor budovy

Architektonický návrh Foster and Partners vytvořil strukturu podobnou tvarem šišce, aby minimalizoval vzduchovou turbulenci v okolí budovy. Stavba byla dokončena 28. dubna 2004.
Návrh obdržel prestižní cenu Královské britské společnosti architektů jako nejlepší nová budova roku 2004 a také Emporis Skyscraper Award za rok 2003, jako nejlepší mrakodrap světa dokončený v tomto roce.
Stavba je navržena jako energeticky úsporná stavba a vyžaduje pouze polovinu energie obdobných staveb. Mezery v každém poschodí vytvářejí šest šachet, které slouží jako přirozený ventilační systém. Šachty vytvářejí efekt dvouvrstvého skla a vzduchová vrstva izoluje vnitřní prostory.
Architekti omezují dvojité zasklení u obytných budov, aby se vyhnuli neúčinnému proudění tepla, ale u této stavby je tento efekt využit. Šachty odvádějí v horkých dnech nadbytek tepla z budovy a v zimě je vnitřek budovy ohříván pasívní solární energií. Sklo také dovoluje využít sluneční svit pro osvětlení kanceláří.
Navzdory celkově oválnému skleněnému tvaru je jediný kousek zaobleného skla použit pouze na vrcholovou část budovy.
Prvním vlastníkem této budovy byla švýcarská zajišťovna Swiss Re, která zde má centrálu pro operace v rámci Velké Británie. Jméno této společnosti se také občas používá pro označení této stavby – Swiss Re Tower. Swiss Re budovu v roce 2007 prodala konsorciu složenému z firem IVG Immobilien AG (Německo) a Evans Randall (Británie) (Financial Times, 5. února 2007). Swiss Re v budově nadále sídlí.
Ve 40. nejvyšším patře je bar pro zaměstnance pracující ve firmách sídlících v budově a pro jejich hosty, který umožňuje nádherný panoramatický výhled na Londýn. Ve 39. poschodí je umístěna exkluzivní restaurace a ve 38. soukromé jídelny.
Zatímco většina výškových budov mívá na střeše zařízení pro výtahy, u Okurky to kvůli vyhlídkové kupoli baru na vrcholu budovy není možné, a tak dosahují hlavní výtahy v Gherkinu jen do 34. patra a pro dosažení 39. patra je potřeba přestoupit do jiného výtahu, jehož kabina není tažena svrchu, ale tlačena zespoda.
V září roku 2004 u příležitosti Open House Day, kdy jsou zpřístupněny veřejnosti jinak nedostupné budovy, byli někteří návštěvníci nuceni čekat až pět hodin na to, aby se dostali dovnitř. To byl rekord v počtu návštěvníků v jedné budově u příležitosti Open House Day.
Dopravní spojení – metro – Aldgate, Bank; DLR – Bank.